# Leslie Howard (pianist)
 For alternative betydninger, se Leslie Howard. (Se også artikler, som begynder med Leslie Howard)
Leslie Howard (født 29. april 1948) er en australsk pianist. Han har et meget stort repertoire, men er mest kendt for sin indspilning af samtlige klaverværker af Franz Liszt.

## Indspilninger
Udover sit Liszt-projekt har Leslie Howards indspilninger inkluderet vørler af Balakirev, Bax, Beethoven, Borodin, Bridge, Rosemary Brown, Bruckner, Busoni, Chopin, Rebecca Helferich Clarke, Diabelli, Franck, Ignaz Friedman, Gade, Gershwin, Glazunov, Grainger, Granados, Grieg, Mendelssohn, Moszkowski, Mozart, Franz Xaver Mozart, Palmgren, Poulenc, Rachmaninoff, Raff, Reger, Rimsky-Korsakov, Rossini, Anton Rubinstein, Schumann, Sibelius, Smetana, Stravinsky, Tausig, Tchaikovsky, Vaughan Williams og Wagner.